# Нікола Клюс
Нікола Клюсев (мак. Никола Кљусев; нар. 2 жовтня 1927, Штип, Королівство сербів, хорватів і словенців — пом. 16 січня 2008, Скоп'є, Північна Македонія) — македонський економіст і державний діяч, перший прем'єр-міністр Північної Македонії після проголошення незалежності з 1991 по 1992 рік.

## Освіта
У 1953 році Клюсев закінчив Школу економіки Белградського університету. Там же отримав ступінь доктора економічних наук. Тема докторської дисертації: «Критерії і методи оцінки економічної ефективності інвестицій».

## Наукова діяльність
Академік Нікола Клюсев почав свою наукову кар'єру в 1953 році як асистент у Науково-дослідному інституті промисловості Македонії. З 1960 по 1967 був науковим співробітником в Інституті економіки Македонії. В 1972 році став професором економічного факультету в Університеті Св. Кирила і Мефодія в Скоп'є. У 1988 був обраний членом Македонської академії наук і мистецтв, як Голова Ради з демографічних досліджень.
Мав цілий ряд опублікованих робіт, монографій та наукових досліджень, а також кількох книг віршів, есе і багато іншого.

## Політика
З 1991 по 1992 Клюсев був першим прем'єр-міністром Північної Македонії після її відділення від Югославії. Під його керівництвом була введена нова національна валюта — динар. Крім того, він очолював складні переговори з виведення югославських військ з Македонії.
Під час перебування на посаді прем'єр-міністра не був членом жодної політичної партії. Пізніше він вступив в ВМРО-ДПМНЄ, одну з основних політичних партій Македонії. В 1997 році був обраний Головою Ради ВМРО-ДПМНЄ.
З 1998 по 2000 він знову входив в уряд як міністра оборони.

## Джерело
- Никола Кљусев [Архівовано 28 квітня 2017 у Wayback Machine.]